# Estación de Puurs
La estación de Puurs es una estación de tren belga situada en Puurs-Sint-Amands, en la provincia de Amberes, región Flamenca.
Pertenece a la línea  de S-Trein Antwerpen.

## Situación ferroviaria
La estación se encuentra en la línea línea 52 (Amberes-Dendermonde).

## Intermodalidad
| Puurs Station |                    |
| Autobuses de Amberes |                    |
| --- | ------------------ |
| \| Línea \| Recorrido \| \| ----- \| ------------------ \| \| 250 \| Dendermonde ↔ Boom \| \| 252 \| Dendermonde ↔ Boom \| \| 253 \| Dendermonde ↔ Boom \| \| 254 \| Dendermonde ↔ Boom \| \| 260 \| Brussel ↔ Puurs \| |                    |
| Línea | Recorrido          |
| 250 | Dendermonde ↔ Boom |
| 252 | Dendermonde ↔ Boom |
| 253 | Dendermonde ↔ Boom |
| 254 | Dendermonde ↔ Boom |
| 260 | Brussel ↔ Puurs    |